# 1813
Cette page concerne l'année 1813 (MDCCCXIII en chiffres romains) du calendrier grégorien.
L'année 1813 est une année commune qui commence un vendredi.

## Événements

### Afrique
- 24 février - 31 mars : première expédition de Burckhardt en Nubie[1].

- 7 juin, Éthiopie : Sahle Selassié devient ras du Choa. Vers 1830, il prend le titre de négus (roi) pour marquer son indépendance (fin en 1847). Il recevra à Angolala et Ankober les visites de Rochet d'Héricourt, envoyé par Louis-Philippe Ier, et du major britannique Cornwallis C. Harris[2].

- 6 août : proclamation du gouverneur de la colonie du Cap Sir John Cradock[3]. Il institue une loi foncière limitant les propriétés à 480 ha au lieu de 2 400 auparavant. La colonisation européenne se poursuit. 25 000 colons européens, essentiellement hollandais, s’installent dans la région du Cap, soumettent les 20 000 Hottentots qui y vivent et se lancent dans l’élevage et l’agriculture sédentaire.

- Le sultan du Ouadaï Abd el-Kérim aurait été tué par des hommes qu’il aurait surpris à voler. Son fils Khafrine s’impose avec cruauté (fin en 1828). Ses frères sont aveuglés et ses ennemis exterminés. La terreur qu’il fait régner ne ramène pas le calme chez les tribus vassales qui se dégagent de sa tutelle[4].
- L’Égypte occupe Massaoua (1813-1826)[5].

### Amérique

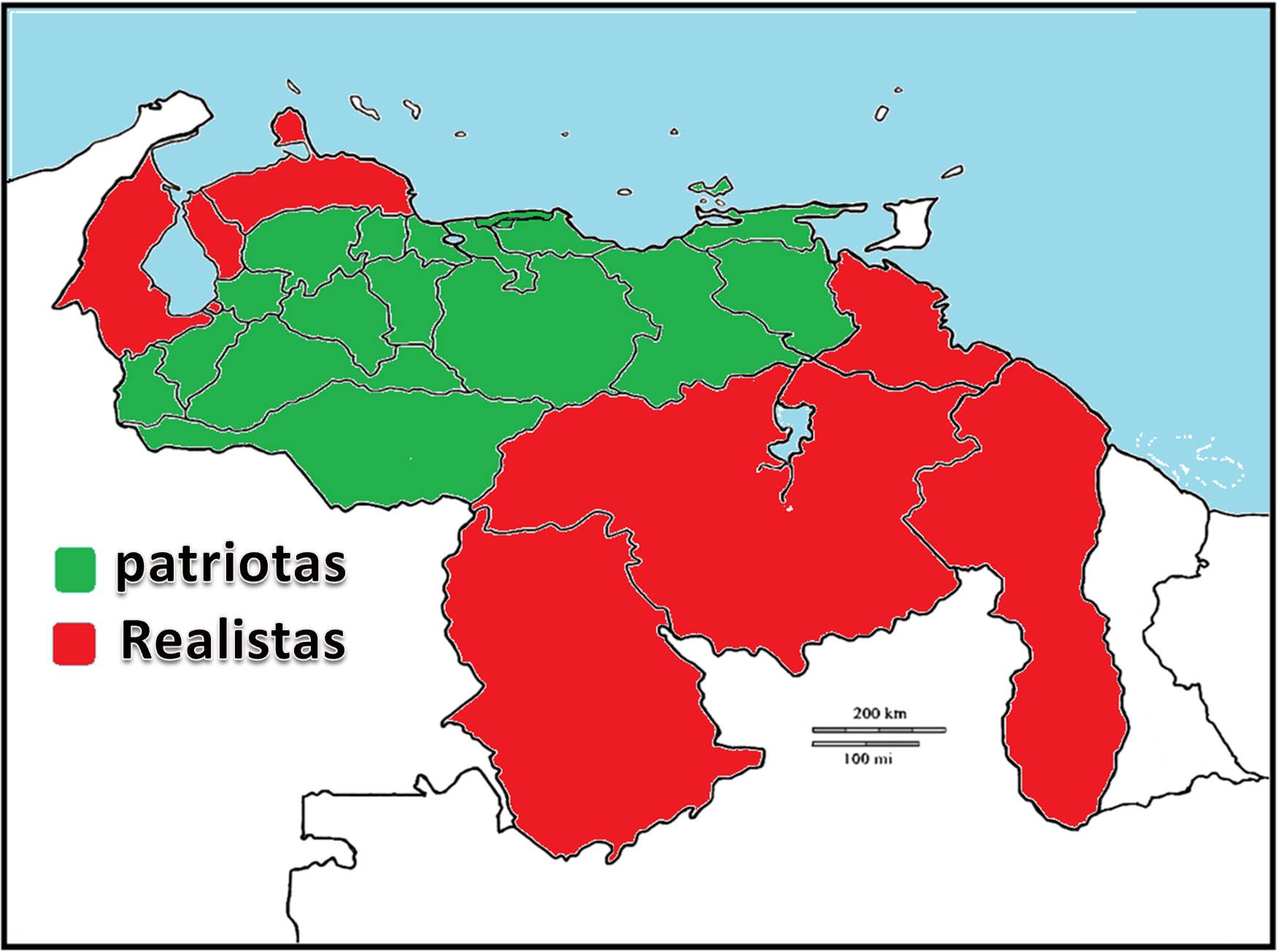
Situation au Venezuela entre patriotes et royalistes.

- 13 janvier : les patriotes vénézuéliens prennent Güiria[6]. Début de la Campagne d'Orient pour libérer l'est du Venezuela.
- 15 janvier : victoire des patriotes vénézuéliens à la bataille d'Irapa[7].
- 22 janvier (guerre américano-britannique) : défaite des Américains contre les Britanniques à la bataille de Frenchtown le long de la rivière Raisin[8].

- 18-20 février : victoire décisive des Provinces-Unies du Río de la Plata sur l'armée royaliste à la bataille de Salta[9].
- 28 février : victoire de Bolivar et des indépendantistes vénézuéliens à la bataille de Cúcuta. Début de la Campagne Admirable qui libère l'ouest du Venezuela[10].

- 20 mars : victoire des patriotes vénézuéliens à la première bataille de Maturín[7].

- 11 avril : victoire des patriotes vénézuéliens à la seconde bataille de Maturín[7].
- 12 avril : les indépendantistes mexicains assiègent Acapulco. La garnison royaliste capitule le 20 août[11].
- 19 avril-26 mai : victoire des indépendantistes mexicains à la bataille de La Chincúa[12].
- 27 avril : bataille de York. Les Américains font sauter Fort York (Toronto)[13].

- 13 mai : le chef Shawnee Tecumseh vainc l'armée américaine dans le bois de Fort Meigs, près de la Maumee River (près de Toledo)[14].
- 25 mai : victoire des patriotes vénézuéliens à la troisième bataille de Maturín[15].

- 1er juin : combat de la Shannon et de la Chesapeake au large de Boston[16].
- 15 juin : décret de guerre à mort proclamé par Simón Bolívar à Trujillo[10].

- 2 juillet : victoire des patriotes vénézuéliens à la bataille de Niquitao[15].
- 22 juillet : victoire des patriotes vénézuéliens à la bataille de Los Horcones[15].
- 31 juillet : Simón Bolívar est maître du Venezuela après sa victoire contre les loyalistes à Taguanes[15].

- 6 août : Simón Bolívar entre à Caracas[10]. Il reçoit le titre de Libertador après avoir déclaré la « guerre à mort » au régime colonial espagnol.
- 18 août : victoire royaliste sur les patriotes mexicains à bataille de Medina[17].
- 30 août : les Creeks Bâtons-Rouges massacrent 250 personnes à bataille de Fort Mims[18]. En représailles, les troupes d’Andrew Jackson incendient un village creek, tuant hommes, femmes et enfants. Jackson promet alors aux Creeks, et aux Cherokees amis, les terres et le butin qu’ils pourraient prendre aux Bâtons-Rouges.

- 10 septembre : victoire navale américaine à la bataille du lac Érié[19].
- 14 septembre - 6 novembre : Morelos y Pavón réunit le congrès de Chilpancingo qui rédige la première déclaration d’indépendance mexicaine[20].
- 29 septembre : les Américains reprennent Détroit aux Britanniques[21].
- 30 septembre : victoire des patriotes vénézuéliens à la bataille de Bárbula[22].

- 5 octobre : combats contre les Indiens à la bataille de la rivière Thames (Ontario). Tecumseh est tué et son rêve d’unité s’éteint avec lui[19]. Après sa mort, les tribus Delaware, Miami, Ojibwa (ou Chippewa (Tribu)) et Wyandot font la paix avec les Américains.

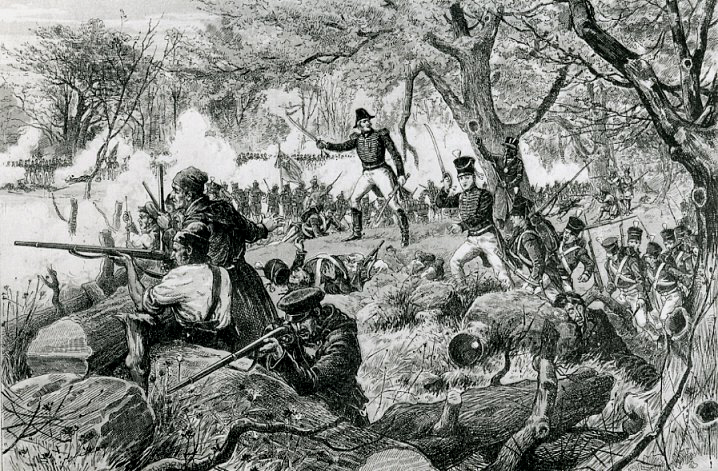
26 octobre : bataille de Châteauguay.

- 26 octobre : victoire britannique à la bataille de Châteauguay au Québec. Alors qu’elle se rend à Montréal, l’armée américaine est arrêtée à Chateauguay par Charles de Salaberry[23].

- 14 novembre : défaite des forces républicaines de l'armée du nord des Provinces-Unies du Río de la Plata par les royalistes à la bataille d'Ayohuma, en Bolivie[24].

- 23 - 24 décembre : victoire royaliste sur les patriotes mexicains à bataille de las Lomas de Santa María[25]. Les troupes espagnoles, libérées par les revers de Napoléon en Espagne, reprennent l’offensive au Mexique avec l’appui des créoles.
- 30 décembre :
  - La déroute de l’armée américaine à Buffalo, pendant la campagne du Niagara, lui ferme la route du Canada[26].
  - Victoire des patriotes colombiens à la bataille du Alto Palacé[27], lors de la campagne de Nariño dans le sud.

### Asie
- Janvier : prise de La Mecque et de Taïf par le corps expéditionnaire égyptien mené par Toussoun Pacha, fils de Méhémet Ali[28].

- 14 mai : le roi du Cambodge Ang Chan II est restauré par l'intervention de l'empereur du Vietnam Gia Long[29].

- 12 - 13 juillet, Inde : bataille d'Hazro. Ranjit Singh prend Attock[30].
- 21 juillet : le Charter Act, approuvé le 31 mai par la chambre des communes, reçoit la sanction royale[31]. Le monopole du commerce avec l’Inde de la Compagnie anglaise des Indes orientales est aboli. Ses fonctions sont essentiellement militaires et politiques. Elle a construit un véritable État et on la désigne par le terme anglo-indien de raj (« règne »). Née au Bengale, elle est avant tout une machine fiscale inspirée du système moghol, mais qui cède progressivement le pas à une bureaucratie composée de hauts fonctionnaires britanniques. Ce processus conduit à l’éviction des Indiens de toute fonction importante. Par contre, la Company raj respecte une stricte neutralité religieuse, ce qui n’est le cas ni des États indiens, ni du Royaume-Uni, ce qui expliquera le loyalisme de certains chefs religieux pendant la révolte des Cipayes et après. L’armée absorbe la moitié du budget. Encadrée par des officiers britanniques, elle est constituée essentiellement par des sepoys (en hindî shipahi, provient du persan sipahi, armée, en français cipaye, voir aussi spahi), recrutés parmi les brahmanes et les Rajputs d’Inde du Nord.

- 15 septembre, Chine : tentative avortée de renversement de l’empereur Qing de Chine par les sociétés secrètes (secte de la raison céleste, issue de la secte du lotus blanc). Les insurgés, menés par Lin Qing, attaquent la cité interdite mais sont repoussés par le prince Minning[32].

- 4 octobre : Lord Hastings prend ses fonctions de gouverneur général des Indes[33]. Il relance la politique d’expansion territoriale en direction du Népal.

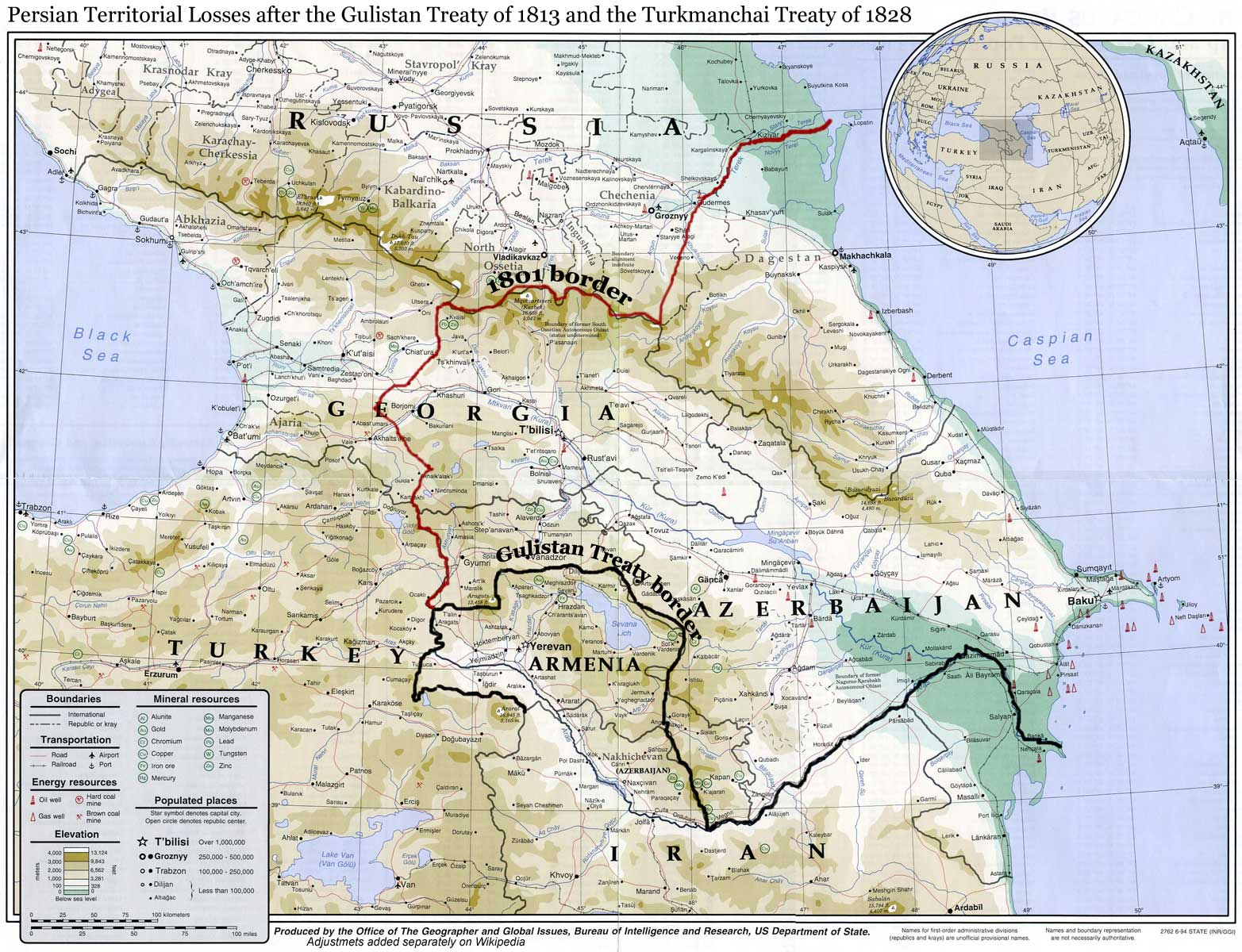
24 octobre : modification des frontières au traité de Golestan.

- 24 octobre : traité de Golestan. L’Iran cède à la Russie ses provinces situées au nord de l’Araxe (Azerbaïdjan) et renonce à l’installation d’une flotte en mer Caspienne. Fin de la guerre russo-persane de 1804-1813[34]. Le Parlement britannique impose à la Compagnie des mesures favorables au développement du christianisme.

- 25 novembre[35] : Djalâl al-Dîn Pacha, gouverneur d’Alep, rétablit le pouvoir de l’administration ottomane en faisant exécuter une vingtaine de chefs janissaires[36].

- Règlement interdisant l’usage de l’opium aux militaires et aux civils en Chine[37].

### Europe
- 12 janvier : Rapp s'enferme dans Dantzig, où il soutient un siège très dur, puisqu'il ne capitule que le 29 novembre[38].
- 13 janvier : abandon de son commandement par Murat qui quitte la Grande Armée pour rentrer à Naples[39].
- 15 janvier : quatorze luddistes (meneurs ouvriers) sont pendus à York au Royaume-Uni[40].

- 9 février : entrée des troupes russes à Varsovie[39].
- 28 février : Karl vom Stein, ancien ministre, convainc Frédéric-Guillaume III de Prusse de signer le traité de Kalisz d’alliance avec la Russie contre Napoléon[41]. Il organise une levée en masse dans les territoires repris par les Russes aux troupes françaises et une offensive russo-prussienne est lancée en Allemagne (mars-avril).

- 3 mars : traité d'alliance suédo-britannique[39].
- 11 mars : entrée de l'armée russe à Berlin[39];
- 12 mars : le comte de Provence (le futur Louis XVIII) lance un manifeste revendiquant ses droits à la couronne de France[42].
- 16 mars : la Prusse déclare la guerre à la France[43].
- 17 mars : le roi de Prusse, Frédéric-Guillaume III lance un appel « À mon peuple » le 17 mars pour une « guerre de libération » (Befreiungskrieg), une guerre populaire (Volkskrieg) grâce à la formation de la landwehr et de la landsturm décrétée le même jour[44].
- 18 mars : entrée des Russes à Hambourg[39].
- 19 mars : convention de Breslau entre la Russie et la Prusse[45].

- Avril : émeutes à Leyde contre l’occupation française aux Pays-Bas[46].

- 1er - 2 mai : victoire française de Lützen contre les Prusso-Russes[39].
- 20 - 21 mai : victoire de Napoléon à Bautzen, sur les troupes russo-prussiennes commandées par le maréchal Wittgenstein[39].
- 22 mai : victoire française au combat de Reichenbach[47].
- 27 mai : victoire française à la bataille de Hoyerswerda[48].
- 30 mai : Davout reprend Hambourg[39].

- 4 juin : armistice de Pleiswitz. L’Autriche propose une médiation qui est acceptée par les belligérants à Pleiswitz mais n’aboutit pas. Metternich négocie avec Napoléon d’une part, puis avec les Russes et les Prussiens, et signe le traité de Reichenbach le 27 juin avec les coalisés[39].

- 29 juillet : ouverture des négociations de paix à Prague[49].

- 8 août : Metternich adresse un ultimatum à la France. Il exige un nouveau partage de la Pologne, la restauration de la Prusse de 1806, la réorganisation de la confédération du Rhin et la restitution à l’Autriche des provinces illyriennes. Napoléon accepte ces conditions, mais son courrier arrive trop tard et l’Autriche déclare la guerre le 12 août[50].
- 10 août : fin du congrès de Prague[39] ; Sixième Coalition ; Royaume-Uni, Autriche, Prusse, Russie, Suède.
- 12 août : déclaration de guerre de l'Autriche à la France[39].
- 18 août : victoire de Davout à Lauenbourg[51].
- 23 août :
  - défaite d'Oudinot à Gross Beeren devant Bernadotte[39].
  - victoire française du général Lauriston à la bataille de Goldberg[52].

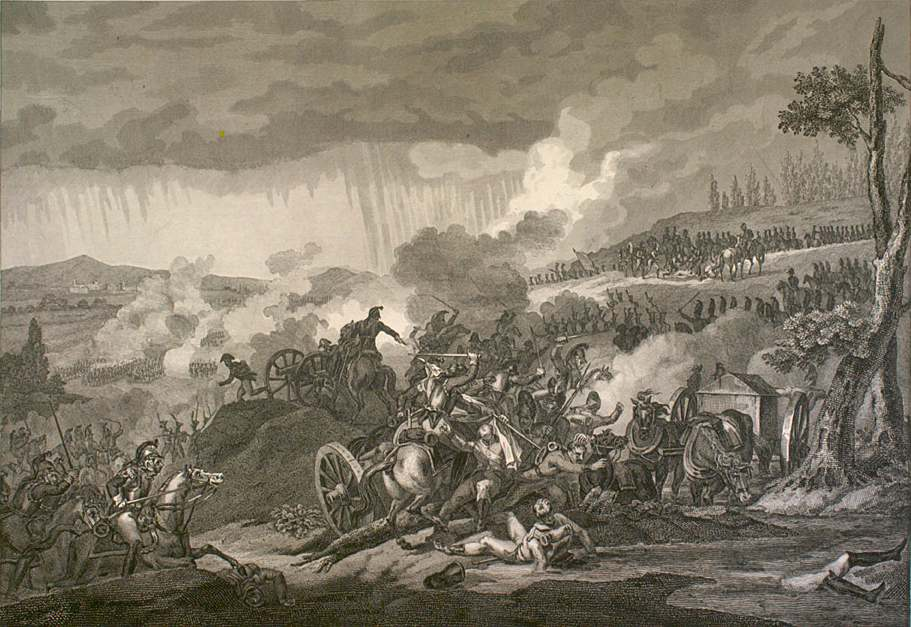
26-27 août : bataille de Dresde.

- 26 août : défaite française à la bataille de Katzbach[39]. Début de la bataille de Dresde.
- 27 août : victoire de Napoléon à Dresde[39] ; Moreau est grièvement blessé pendant la bataille (il mourra le 2 septembre).
- 30 août : victoire de la coalition à la bataille de Kulm[39].

- 6 septembre : défaite du maréchal Ney à Dennewitz[39].
- 9 septembre : traité de Töplitz entre la Russie, la Prusse et l'Autriche, rejoints par le Royaume-Uni le 3 octobre[39].
- 16 septembre : victoire française au combat de Peterswalde[53].
- 17 septembre : armistice entre la Bavière et les alliés[39].

- 3 octobre (21 septembre du calendrier julien) : Karageorges chef du premier soulèvement serbe, battu par les Turcs, est contraint de se réfugier en Autriche avec sa famille. Il y est interné[54].
- 8 octobre : traité de Ried entre la Bavière et les alliés[39].
- 10 octobre : Napoléon arrive à Duben. Le général prussien Blücher lui échappe[55].
- 16 au 19 octobre : bataille de Leipzig, dite, bataille des Nations[39], où les 180 000 hommes de Napoléon Bonaparte sont battus par les 320 000 hommes des troupes coalisées de Schwarzenberg. Le roi de Saxe, en pleine bataille, a changé de camp. Le roi de Bavière et le roi de Wurtemberg quittent l’alliance française.
  - Après Leipzig, le tsar établit un gouvernement provisoire en Pologne qui maintient la plupart des institutions du duché de Varsovie et confie le commandement des troupes au grand-duc Constantin[56].
- 23 octobre : siège de Torgau par les Prussiens. La garnison française capitule le 26 décembre[57].
- 26 octobre : en Westphalie, des soulèvements populaires forcent Jérôme Bonaparte à fuir[39]. L'Allemagne est abandonnée par les Français.
- 30 - 31 octobre : victoire française à la bataille de Hanau, en Hesse[39].
- 31 octobre : prise de la citadelle de Trieste par les Anglo-Autrichiens[58].

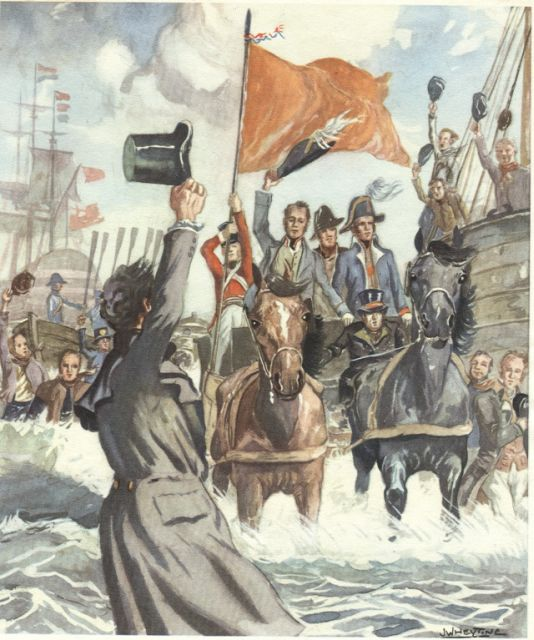
30 novembre : arrivée du Prince d’Orange aux Pays-Bas

- 2 novembre : Napoléon passe le Rhin avec 40 000 hommes[39].
- 3 novembre : traité de Fulda. Le Wurtemberg rejoint la coalition[39].
- 9 novembre : « bases de Francfort ». Propositions de négociation faites par Metternich à Napoléon Ier sur la base des frontières naturelles de la France[39].
- 15 novembre : rébellion d’Amsterdam[59].
- 17 novembre : insurrection de La Haye dirigée par le théoricien orangiste Van Hogendorp. Départ de la garnison française[59].
- 19 novembre : la garnison française évacue Rotterdam. Averties, les troupes russes et prussiennes entrent aux Pays-Bas[46].
- 20 novembre : proclamation du général Bülow adressée aux habitants des États-Unis de Hollande[60].
- 29 novembre : capitulation de Rapp, enfermé dans Dantzig depuis le 12 janvier, après onze mois de siège[38].
- 30 novembre, La Haye : arrivée du Prince d’Orange aux Pays-Bas, accueilli en triomphateur, avec le soutien des Britanniques[46].

- 2 décembre : Guillaume Ier d'Orange entre à Amsterdam. Il est acclamé comme prince souverain des Pays-Bas et prend les rênes du gouvernement le 6[59].
- 4 décembre : déclaration de Francfort. Les coalisés utilisent l’argument selon lequel ils font la guerre contre Napoléon et non pas contre la France[46].
- 10 décembre :
  - débarquement britannique en Toscane[39].
  - victoire danoise contre les Russo-Prussiens à la bataille de Sehested[61].
- 18 décembre : Davout évacue la population de Hambourg qui ne peut pas s'assurer six mois de subsistance[62]. La garnison française, retranchée dans la ville, résiste jusqu'en avril 1814.

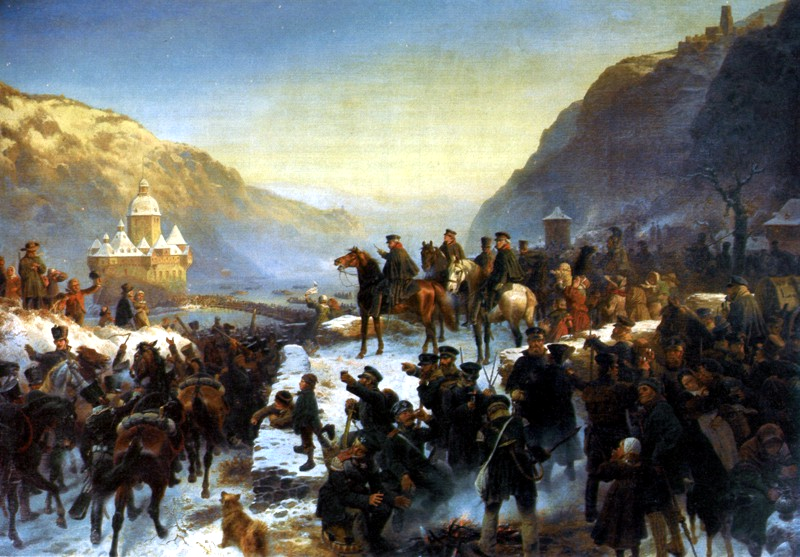
21 décembre : l'armée de Blücher est sur le Rhin.

- Nuit du 20 au 21 décembre : les alliés passent le Rhin à Bâle[63]. L'Armée de Bohême se divise : l'avant-garde marche vers Genève, le gros des troupes entre en Alsace[64].
- 27 décembre : fusions des « Ancients » et des « Moderns » et création de la Grande Loge Unie des Anciens Francs-Maçons d’Angleterre[65].
- 31 décembre : restauration de la République de Genève[66].

#### Péninsule Ibérique
- 22 janvier : les Cortes libérales confirment l’abolition de l’Inquisition[67].

- 23 mars : le roi Joseph Bonaparte doit quitter Madrid pour Valladolid[68].
- 27 avril : Wellington force les Français à abandonner définitivement Madrid[68].

- 10 mai : offensive de Wellington, commandant en chef des forces militaires en Espagne[69].

- 3 - 12 juin : levée du siège de Tarragone par l'armée britannique d'Alicante du général Murray et l’armée espagnole de catalogne du général  Copons, malgré la retraite du maréchal Suchet[70].
- 21 juin : déroute du Roi d'Espagne Joseph Bonaparte et du maréchal Jourdan à Vitoria[68].
- 26 juin : Wellington assiège Pampelune[71], qui tombe le 31 octobre. Seuls la Catalogne et le royaume de Valence restent  occupés par le maréchal Suchet. Le duc de Dalmatie est nommé lieutenant général en Espagne par Napoléon le 1er juillet, en remplacement du Roi Joseph Bonaparte qui est disgracié et interdit de paraître à Paris.

- 2 juillet : les dernières troupes de l'armée française franchissent la Bidassoa et évacuent l'Espagne. Le pont de Béhobie est incendié[72].
- 5 juillet : évacuation de Valence par Suchet[73].
- 9 juillet-25 juillet : Graham attaque vainement Saint-Sébastien[74].
- 25 juillet - 2 août : bataille des Pyrénées, offensive française pour soulager les garnisons françaises de Pampelune et de Saint-Sébastien[75].
- 28 juillet - 1er août : défaite de Soult à la bataille de Sorauren, près de Pampelune[68].

- 31 août :

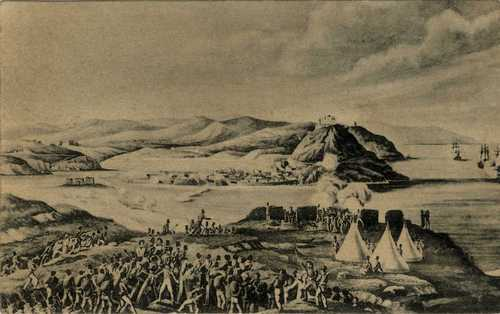
31 août : prise de Saint-Sébastien

  - attaque et prise de Saint-Sébastien par Graham. La garnison française résiste dans la citadelle jusqu'au 8 septembre[76].
  - défaite de Soult à la bataille de San Marcial, près d'Irun[68].

- 7 octobre : victoire alliée à la bataille de la Bidassoa. Les troupes françaises se replient sur la Nivelle[77].

- 10 novembre : défaite des troupes françaises du maréchal Soult à la bataille de la Nivelle. Les Hispano-britanniques entrent en France et assiègent Bayonne[46].

- 10 - 13 décembre : défaite française à la bataille de la Nive[77].
- 11 décembre : par le traité de Valençay, Napoléon Bonaparte rend le trône d'Espagne à Ferdinand VII. À son retour sur le sol espagnol, le roi dénonce immédiatement ce traité arraché par la force et fait comprendre que, de son côté, il n'a aucune intention ni aucun intérêt à réaliser ce qui a été décidé. Les troupes françaises que Napoléon pensait pouvoir libérer par ce traité resteront occupées de part et d'autre de la frontière. 12 000 familles espagnoles collaboratrices en exil en France ne pourront jamais rentrer.

## Naissances en 1813
- 4 janvier : Alexander von Bach, homme politique et juriste autrichien († 12 novembre 1893).
- 18 janvier : Joseph Glidden, fermier américain inventeur du barbelé († 9 octobre 1906).
- 25 janvier : Hippolyte Lavoignat, graveur sur bois et peintre français († 24 octobre 1896).
- 26 janvier : Juan Pablo Duarte, activiste politique et indépendantiste dominicain († 15 juillet 1876).
- 27 janvier : Eugène Cicéri, peintre, dessinateur, lithographe et aquarelliste français († 20 avril 1890).
- 31 janvier : Aline Alaux, peintre et dessinatrice française († 12 octobre 1856).

- 12 février : James Dwight Dana, géologue, minéralogiste et zoologiste américain († 14 avril 1895).

- 9 mars : Jean Yanoski, historien français († 1er février 1851).
- 13 mars ou 14 mars : Pierre-Auguste Sarrus, musicien, militaire et inventeur français († 3 mai 1876).
- 17 mars : Giuseppe Mancinelli, peintre italien de l'école napolitaine († 1875).
- 25 mars : Auguste Galimard, peintre, lithographe, créateur de vitraux et critique d'art français († 16 janvier 1880).

- 3 avril : Herman Henry op der Heyden, peintre néerlandais († 21 décembre 1857).
- 18 avril : Franz Ittenbach, peintre allemand († 1er décembre 1879).

- 5 mai : Søren Kierkegaard, philosophe danois († 11 novembre 1855).
- 9 mai : Tompkins H. Matteson, peintre américain († 2 février 1884).
- 13 mai : Karl Girardet, peintre, graveur et illustrateur français († 24 avril 1871).
- 24 mai : György Kmety, général hongrois puis ottoman († 25 avril 1865).
- 25 mai : baron Edmond de Sélys Longchamps, homme politique, entomologiste et ornithologue belge († 11 décembre 1900).
- 22 mai : Richard Wagner, compositeur allemand († 13 février 1883).
- 23 mai : Charles Jacque, peintre animalier et graveur français († 7 mai 1894).
- 29 mai : Feodor Dietz, peintre allemand († 18 décembre 1870).

- 5 juin : Prosper Sainton, violoniste, pédagogue et compositeur français († 17 octobre 1890).
- 9 juin : Hermann Lebert, médecin et naturaliste allemand († 1er août 1878).
- 13 juin : Paul-Dominique Gourlier, peintre paysagiste français († 7 mars 1869).
- 24 juin : Giuseppe Sabatelli, peintre italien († 27 juillet 1843).

- 1er juillet : Abbas Ier Hilmi, Vice-roi d'Égypte († 13 juillet 1854).
- 10 juillet : Sándor Rózsa, hors-la-loi et bandit de grand chemin (betyár) hongrois († 22 novembre 1878).
- 12 juillet :
  - Claude Bernard, physiologiste français († 10 février 1878).
  - Julius Stein, journaliste et homme politique allemand († 30 juillet 1889).
- 28 juillet : Michel Domingue, homme politique et militaire haïtien († 24 mai 1877).

- 1er août : Évariste Huc, religieux lazariste français, missionnaire en Chine et explorateur en Mongolie et au Tibet († 31 mars 1860).
- 4 août : Alexandre de Mensdorff-Pouilly, homme d'État autrichien puis austro-hongrois († 14 février 1871).
- 26 août : Nicaise De Keyser, peintre belge († 17 juillet 1887).
- 31 août : Silvino Elvídio Carneiro da Cunha, homme politique brésilien († 8 avril 1892).

- 7 septembre : Gustav von Jagow, fonctionnaire et homme politique prussien († 1er février 1879).
- 20 septembre : Michel-Jean Cazabon, peintre trinidadien († 20 novembre 1888).

- 10 octobre : Giuseppe Verdi, compositeur italien († 27 janvier 1901).
- 15 octobre : Antonietta Bisi, peintre italienne († 16 août 1866).
- 16 octobre : Julie von Webenau, compositrice germano-autrichienne († 2 juillet 1887).
- 17 octobre : Georg Büchner, écrivain et dramaturge allemand († 19 février 1837).
- 26 octobre : Henry Thomas Smart, organiste et compositeur anglais († 6 juillet 1879).
- 29 octobre : Carl Ploug, poète et homme politique danois († 27 octobre 1894).

- 28 novembre : Hermann Gemmel, architecte, peintre et professeur prussien († 22 mars 1868).
- 30 novembre : Charles-Valentin Alkan, pianiste et compositeur français († 29 mars 1888).

- 9 décembre : Alexandre Laemlein, peintre, graveur et lithographe français d'origine allemande († 27 avril 1871).
- 10 décembre : Errico Petrella, compositeur d'opéras italien († 7 avril 1877).
- 13 décembre : Étienne Soubre, compositeur belge († 8 septembre 1871).
- 14 décembre : Léon Alègre, peintre, historien régionaliste et collectionneur français († 27 novembre 1884).
- 19 décembre : Luigi Mussini, peintre italien († 18 juin 1888).

- Date inconnue :
  - José Tavares Bastos, homme politique brésilien († 8 août 1893).
  - Eugène Halléguen, médecin et historien français († 1879).
  - Matthew Moorhouse, éleveur et homme politique britannique († 29 mars 1876).
  - Célestin Nanteuil, peintre, graveur et illustrateur français († 3 septembre 1873).
  - Eliseo Sala, peintre italien († 1879).

## Décès en 1813
- 4 ou 5 janvier : Johann Karl Zinzendorf, homme politique autrichien (° 5 janvier 1739).
- 28 janvier : Johann Joseph Rösler, compositeur, Kapellmeister et pianiste bohémien de la période classique (° 22 août 1771).

- 26 février : Jean-Charles Musquinet de Beaupré, général d'Empire (° 21 mai 1749).

- 10 avril : Joseph-Louis Lagrange, mathématicien et astronome français (° 25 janvier 1736).

- 1er mai : Jean-Baptiste Bessières, maréchal d’Empire, tué près de Weißenfels par un boulet de canon (° 6 août 1768).
- 2 mai : Jacques Delille, homme d'église, poète, traducteur et académicien français (élu en 1774) (° 22 juin 1738).
- 16 mai : Juan Martínez de Rozas, homme politique chilien (° 28 décembre 1758).
- 23 mai : Michel Duroc, duc de Frioul, grand maréchal du palais de Napoléon Ier, tué à la Bataille de Bautzen (° 25 octobre 1772).

- 22 juillet : George Kearsley Shaw, botaniste et zoologiste britannique (° 10 décembre 1751).

- 2 septembre : Jean Victor Marie Moreau, général français de la Révolution et de l'Empire, des suites de ses blessures reçues à la bataille de Dresde (° 4 février 1763).
- 24 septembre : André Grétry, compositeur liégeois (° 8 février 1741).

- 19 octobre : Joseph-Antoine Poniatowski, général polonais (° 7 mai 1763).
- 24 octobre : Arnaud Baville, général français (° 11 décembre 1757).

- 14 novembre : Jean-Pierre Houël, graveur, dessinateur et peintre français (° 28 juin 1735).
- 28 novembre : Joseph Boucher, agriculteur et homme politique canadien (° 30 décembre 1747).

- 17 décembre : Antoine Parmentier, agronome, nutritionniste et hygiéniste français (° 12 août 1737).
- 23 décembre : Esprit Antoine Gibelin, peintre et archéologue français (° 17 août 1739).

- Date inconnue :
  - Jean Lecoutz de Lévizac, pédagogue, éditeur et grammairien français, né en 4 janvier 1745.
  - Alessandro Longhi, peintre et graveur italien de l’école vénitienne (° 12 juin 1733).
  - Friedrich Ramm, hautboïste allemand (° 1744).